# سيديكو كوبوتا
سيديكو كوبوتا (2 أغسطس 1937- 23 يوليو 2015) فنانة في مجال الصور المتحركة (فن الفيديو) ونحاتة وفنانة شاملة طليعية، عاشت غالبًا في مدينة نيويورك. كانت واحدة من أوائل الفنانين الذين تبنوا استخدام كاميرا Sony Portapak في عام 1970، مشبهةً إياها بأنها «فرشاة رسم جديدة». تُعرف كوبوتا بخلق تركيبات نحتية مستخدمة تقنية «افعلها بنفسك»، بجمالية قوية تتضمن منحوتات مع شاشات مثبتة تعرض مقاطع الفيديو الأصلية الخاصة بها. كانت كوبوتا عضوًا رئيسًا في حركة فلوكسس الفنية ولعبت فيها دورًا مؤثرًا. وفلوكسس هي مجموعة دولية من الفنانين الطليعيين المتمركزين حول جورج ماسيوناس، وقد شاركت كوبوتا مع المجموعة منذ مشاهدتها أداء جون كيج في طوكيو في عام 1962 وانتقلت بعد ذلك إلى نيويورك في عام 1964. ارتبطت كوبوتا ارتباطًا وثيقًا بجورج بريخت وجاكسون ماك لو وجون كيج وجو جونز ونام جون بايك وإي-أو من بين أعضاء آخرين في فلوكسس. اعتبر جورج ماسيوناس كوبوتا «نائب رئيس» لهيئة فلوكسس.
تُعرض فيديوهات كوبوتا وأعمالها النحتية بشكل أساسي في صالات العرض. إن استخدامها للتلفزيون المادي باعتباره عنصر من عناصر عملها، يختلف عن استخدام فناني الصور المتحركة الآخرين في ستينيات القرن العشرين، الذين صنعوا برامج بث تجريبية كخطوة ضد هيمنة الشبكات الرئيسة. تشتهر كوبوتا بمساهمتها في توسيع مجال الصور المتحركة (الفيديو) إلى مجال النحت ومجال أعمالها الذي تتناول فيه مكانة الصور المتحركة ضمن تاريخ الفن. يستكشف عمل كوبوتا تأثير التكنولوجيا، وبشكل أكثر تحديدًا تأثير جهاز التلفزيون على الذاكرة الشخصية والعواطف. على سبيل المثال، تتغنّى بعض الأعمال بالموتى بينما تستكشف حضور المتوفيين في لقطات فيديو وصور مسجلة مثل سلسلة دوشامبيانا وفيديو (والدي) وأعمالها اللاحقة خيمة كورية وشتاء في ميامي الذي تتغنّى فيه بزوجها نام جون بايك. تلعب منحوتات كوبوتا أيضًا بالطرق التي تعرض فيها لقطات الفيديو والمنحوتات من أجل استحضار الطبيعة، كما هو الحال في سلسلة أعمالها ميتا-مارسيل وعصفور وشجرة. وفي فيديو نهر وصخرة: براعم الكرز.

## حياتها المبكرة ونشاطها المهني
ولدت كوبوتا كثاني أكبر فتاة من بين أربع فتيات لعائلة من سلالة رهبان مرتبطة بمعبد بوذي في مقاطعة نييغاتا في اليابان، حيث عايشت الحرب العالمية الثانية. وصفت نفسها بأنها تنحدر «من عائلة دينية بوذية»، وستشي لاحقًا روابطها العائلية بحياة الرهبان عن مفاهيم الزن ضمن أعمالها. نظرًا لأن والدها كان راهبًا بوذيًا، فقد شهدت كوبوتا في كثير من الأحيان جنازات وهي طفلة، وقضت وقتًا بمفردها تلعب بشكل افتراضي مع الأشباح في غرفة المعبد حيث كانت تُخزّن العظام الموتى الجدد. اعتمدت كوبوتا على ذكريات الموت الحية هذه في فن الصور المتحركة الخاص بها.
قدّر والداها الفنون ودعما بناتهما في دراستهن، بغض النظر عما كان متوقَّع من عمل النساء كجزء من القوة الإنتاجية في ذلك الوقت. كان جدها لأمها فنانًا في الخط ومالك عقارات شجّع ابنته وكذلك حفيداته على السعي وراء الفنون المتعددة. كانت والدة كوبوتا، على سبيل المثال، واحدة من أوائل الطالبات فيما يعرف الآن بجامعة طوكيو الوطنية للفنون والموسيقى. قاد الفن كوبوتا إلى طوكيو أيضًا عندما كانت شابة بالغة: خلال سنوات دراستها الثانوية، التقت كوبوتا بمعلم فني مندفع، حثها على أن تتقدم إلى جامعة تسوكوبا، حيث حصلت على شهادة في النحت في عام 1960.
نالت كوبوتا حتى في وقت مبكر من حياتها المهنية، تقديرًا لمهاراتها، لكن لوحظ أيضًا أنها تتبع طرقًا ومقاربات غير تقليدية. فازت إحدى لوحاتها التي تجسد أزهارًا بجائزة في المعرض السنوي الثامن المرموق Nika-kai في عام (1945)، وهو إحدى الجمعيات الفنية الرئيسة في معرض اللجان. على الرغم من أن هذه اللوحة لم تعد موجودة، إلا أن مدرّسًا في مدرسة كوبوتا الثانوية أشاد بها «لتفردها الذي يتميز بخطوط قوية وضربات فرشاة لا يبدو أنها من تنفيذ فتاة». ربما بسبب مثل هذا الانتهاك للحدود، عرّفتها عمتها تشيا كوني، وهي راقصة عصرية متمكنة، على مجموعة أونغاك، وهي جماعة موسيقية تجريبية مقرها طوكيو. كان من بين أعضاء هذه المجموعة تاكيهيسا كوسوغي، تشيكو شيومي وياسوناو تون، الذين جربوا جميعًا استخدام مسجلات الأشرطة وموسيقا نويز والعروض الحديثة في أوائل الستينات. أدى هذا الاهتمام الموسيقي بدوره إلى أول لقاء لها مع جون كيج ويوكو أونو في قاعة طوكيو بونكا لدى وكالة أوينو أثناء جولة كيج عبر اليابان في عام 1962. لاحظت كوبوتا كيف أن فناني الجولات، بمن فيهم يوكو أونو، غير تقليديين في هدم كل ما هو تقليدي في هذه الموسيقا؛ وهكذا فكرت في نفسها إن لاقت موسيقا كيج قبولًا في نيويورك، فيجب إذًا أن تلاقي هي قبولًا هناك أيضًا. لمست كوبوتا تقاربات بينها وبين كيج لاسيما وأنها شعرت بعدم التقدير في عالم الفن الياباني لخروجها عن التقليدي. لكن أونو أصبح أيضًا جهة اتصال مهمة لكوبوتا وللفنانين اليابانيين الآخرين الذين يتطلعون إلى معرفة المزيد عن الحركات الطليعية الأمريكية مثل فلوكسيس. زارت كوبوتا شقة أونو في طوكيو في عام 1963 وشهدت نتائج أعمال فلوكسس، التي ألهمتها وألهمت أعضاء آخرين في مجموعة أونغاك لإرسال نتائج الأعمال الخاصة بهم إلى جورج ماسيوناس، مؤسس حركة فلوكسس الفنية في نيويورك. من خلال هذه المقدمة، انخرطت كوبوتا ضمن دائرة فلوكسس وبدأت في تجربة مجموعة واسعة من وسائط الإعلام، من النصوص إلى الأداء.
في ديسمبر من عام 1963، قدمت كوبوتا أول عرض منفرد لها، «الحب الأول، الحب الثاني...» في معرض نايكوا في طوكيو، وهو مكان بديل/ طليعي في شينباشي في طوكيو، موجود في مكتب سابق للطب الباطني (كلمة نايكوا تعني الطب الباطني)، حيث «راكمت أجزاء من رسائل الحب امتدت من الأرضية حتى سقف المعرض» وغطت هذه الكومة بقماش أبيض، ما خلق تلة متقلقلة. أُجبر الزوار على شق طريقهم صعودًا إلى كومة القصاصات الورقية تلك «من أجل رؤية مجموعة من المنحوتات المعدنية الملحومة والموضوعة في الأعلى». كان هذا المعرض، الذي يمكن اعتباره الآن منحوتًا بيئيًا مستوحى من تخيُّل آلان كاربو عن «البيئات»، مصحوبًا بنتيجة مفادها: «اصنع أرضية من نفايات ورقية كلها رسائل حب لك. انشر قطعة قماش أبيض على الأرضية». التقت كوبوتا خلال المعرض وتعاونت مع فنانين طليعيين وجمعيين أمثال فناني هاي ريد سينتر وزيرو جيغين (زيرو ديمينشين). مع ذلك، أشارت كوبوتا إلى صعوبة حصولها على الاعتراف والتقييمات في الصحف ومجلات الفن في اليابان واستذكرت لاحقًا «أنها أدركت صعوبة الاعتراف بالفنانات في اليابان».
في وقت لاحق من ذلك العام، وفي عام 1964، انتقلت كوبوتا إلى نيويورك بعد تبادل الرسائل مع جورج ماسيوناس حول أعمال نيويورك فلوكسس. في إحدى الرسائل إلى ماسيوناس (كُتبتْ مباشرة قبل مغادرتها إلى نيويورك)، أعربت فيها عن مزيج من القلق والأمل: «في كل يوم كنت أشعر بالقلق الشديد بخصوص عيشي في طوكيو أو في نيويورك كفنانة وحيدة. لكن الآن اتخذت قراري في السفر إلى نيويورك.. إنه أملي الوحيد أن أذهب إلى نيويورك لأعيش كفنانة، إنني أرغب في أن ألمس وأن أرى وأن أشعر بشيءٍ ما بانضمامي لجماعة فلوكسس، وأن أختبر نفسي في نيويورك».